# Seznam predsednikov Demokratične republike Kongo
Trenutni predsednik Demokratične republike Kongo (pred tem Zaïre) je Joseph Kabila.
| Čas                                | Vršilec dolžnosti                   | Zveza                  | Opombe                                            |
| ---------------------------------- | ----------------------------------- | ---------------------- | ------------------------------------------------- |
| Republika Kongo                    | Neodvisnost od Belgije              | Neodvisnost od Belgije | Neodvisnost od Belgije                            |
| 1. julij 1960 - 1. avgust 1964     | Joseph Kasavubu, vodja države       | ABAKO                  |                                                   |
| 1. avgust 1964 - 25. november 1965 | Joseph Kasavubu, predsednik         | ABAKO                  |                                                   |
| 31. marec 1961 - 5. avgust 1961    | Antoine Gizenga, vodja države       | MNC-L                  | v uporu, pri Stanleyvillu                         |
| 25. november 1965 - 1. julij 1966  | Joseph-Désiré Mobutu, predsednik    | Mil                    |                                                   |
| Demokratična republika Kongo       |                                     |                        |                                                   |
| 1. julij 1966 - 1967               | Joseph-Désiré Mobutu, predsednik    | Mil                    | (pogojni)                                         |
| 1967 - 27. oktober 1971            | Joseph-Désiré Mobutu, predsednik    | MPR                    |                                                   |
| Republika Zaire                    |                                     |                        |                                                   |
| 27. oktober 1971 - 10. januar 1972 | Joseph-Désiré Mobutu, predsednik    | MPR                    | Spremenil ime v Mobutu Sese Seko                  |
| 10. januar 1972 - 16. maj 1997     | Mobutu Sese Seko, predsednik        | MPR                    | (pogojno); Hitherto imenovan Joseph-Désiré Mobutu |
| Demokratična republika Kongo       |                                     |                        |                                                   |
| 17. maj 1997 - 29. maj 1997        | Laurent-Désiré Kabila, vodja države | AFDL                   |                                                   |
| 29. maj 1997 - 16. januar 2001     | Laurent-Désiré Kabila, predsednik   | AFDL                   |                                                   |
| 17. januar 2001 - 26. januar 2001  | Joseph Kabila, začasni predsednik   | AFDL                   |                                                   |
| 26. januar 2001 - 8. april 2003    | Joseph Kabila, začasni predsednik   | AFDL                   |                                                   |
| 8. april 2003 do danes             | Joseph Kabila, začasni predsednik   | AFDL                   |                                                   |